# 西浦村 (石川県)
西浦村（にしうらむら）は、石川県羽咋郡に存在した村。
村の名称は、当村の西の海岸が江戸時代に「西浦七海」と言われていたことから、西浦の名をとった。

## 地理・概要
- 現在の志賀町、富来町（1954年ー2005年）の北西部に位置。
- 当時の産業は、主に漁業だった。
- 岬：関野鼻、北脇崎、玄徳岬、黒崎
- 名所：能登金剛、ヤセの断崖

## 歴史
- 1889年（明治22年）4月1日 - 町村制の施行により、羽咋郡赤崎村、小窪村、鹿頭村、笹波村、前浜村及び深谷村を廃し、その区域をもって羽咋郡西浦村を設置する。当時の世帯・人口は491世帯、2,497人。
- 1920年（大正9年）- 世帯310、人口1,698人。
- 1953年（昭和28年）- 世帯538、人口2,471人。
- 1954年（昭和29年）11月3日 - 羽咋郡富来町、福浦村、熊野村、稗造村、東増穂村、西増穂村、西海村及び西浦村を廃し、その区域をもって羽咋郡富来町を設置する。旧羽咋郡西浦村字笹波、字前浜及び字深谷の区域を字笹波に設定する。残る3大字は富来町の大字に継承。

## 教育
- 西浦村立西浦小学校（富来町合併後は富来町立。2005年（平成17年）4月1日に富来小学校に統合。）